# رينولد بير
رينولد بير (بالألمانية: Reinhold Behr)‏ هو مبارز بالسيف ألماني، ولد في 17 أكتوبر 1948 في تاوبربيشوفسهايم في ألمانيا.

## وصلات خارجية
- رينولد بير على موقع أوليمبيديا (الإنجليزية)